# Distretto di Çaybaşı
Il distretto di Çaybaşı (in turco Çaybaşı ilçesi) è uno dei distretti della provincia di Ordu, in Turchia.